# キンカラ
キンカラ（フランス語: Kinkala）はコンゴ共和国の町である。プール県の県都である。人口は23,413人（2023年国勢調査速報結果）。

## 施設
- キンカラスタジアム（フランス語版）